# Chester C. Gorski

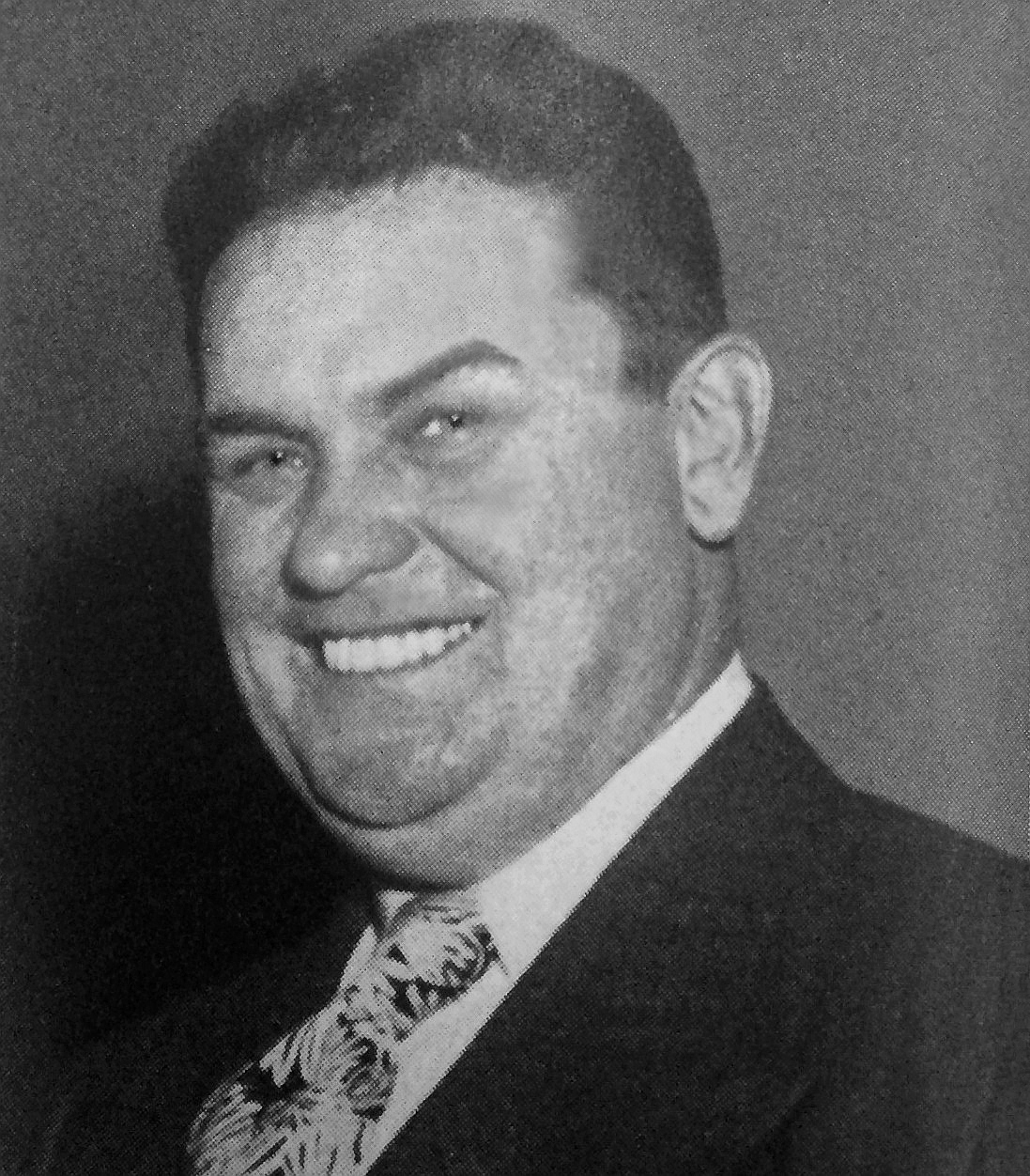
Chester C. Gorski

Chester Charles Gorski (* 22. Juni 1906 in Buffalo, New York; † 25. April 1975 ebenda) war ein US-amerikanischer Politiker. Zwischen 1949 und 1951 vertrat er den Bundesstaat New York im US-Repräsentantenhaus.

## Werdegang
Chester Gorski besuchte die St. Peter and Paul Parochial School and Technical High School. Später schlug er als Mitglied der Demokratischen Partei eine politische Laufbahn ein. Zwischen 1941 und 1945 gehörte er dem Bezirksrat im Erie County an. Seit 1942 leitete er dort die demokratische Fraktion. Von 1946 bis 1948 saß er im Stadtrat von Buffalo, wo er ebenfalls der Fraktion seiner Partei vorstand. In den Jahren 1948, 1952, 1956 und 1968 nahm er als Delegierter an den jeweiligen Democratic National Conventions teil.
Bei den Kongresswahlen des Jahres 1948 wurde Gorski im 44. Wahlbezirk von New York in das US-Repräsentantenhaus in Washington, D.C. gewählt, wo er am 3. Januar 1949 die Nachfolge von John Cornelius Butler antrat. Da er im Jahr 1950 gegen Butler verlor, konnte er bis zum 3. Januar 1951 nur eine Legislaturperiode im Kongress absolvieren. Diese war von den Ereignissen des Kalten Krieges geprägt.
In den Jahren 1951 und 1952 arbeitete Gorski für das US-Handelsministerium. 1952 bewarb er sich erfolglos um die Rückkehr in den Kongress. Von 1954 bis 1956 war er erneut Mitglied und demokratischer Fraktionschef im Stadtrat von Buffalo. Danach war er zwischen 1956 und 1959 für die New York State Building Code Commission tätig. Zwischen 1960 und 1974 war er Vorsitzender des Stadtrats von Buffalo. Er starb am 25. April 1975 in seiner Heimatstadt Buffalo.